# Foegia
Foegia is een geslacht van tweekleppigen uit de  familie van de Penicillidae.

## Soort
- Foegia novaezelandiae (Bruguière, 1789)